# Ваз, Робиньо
Робиньо Ваз (фр. Robinio Vaz; родился 17 февраля 2007, Мант-ла-Жоли, Франция) — французский футболист, нападающий клуба «Олимпик Марсель».

## Клубная карьера
Воспитанник команд «Мант», «Мантуа 78» и «Сошо», в августе 2024 года Робиньо Ваз присоединился к клубу «Олимпик Марсель». 14 января 2025 года дебютировал за основную команду «Олимпика», выйдя на замену в матче Кубка Франции против «Лилля». 19 января 2025 года вышел на замену после перерыва в матче против «Страсбура», дебютировав в Лиге 1. В той встрече Ваз также заработал пенальти, который позволил «Марселю» сравнять счёт, и был признан лучшим игроком матча.

## Карьера в сборной
Выступал за сборные Франции до 16 и до 17 лет.